# Братолюбівська сільська рада (Добровеличківський район)
| Братолюбівська сільська рада — колишній орган місцевого самоврядування у Добровеличківському районі Кіровоградської області з адміністративним центром у с. Братолюбівка. Сільській раді були підпорядковані населені пункти: - с. Братолюбівка - с. Вороб'ївка - с. Нововікторівка |

## Склад ради
Рада складалася з 14 депутатів та голови.

### Керівний склад ради
| ПІБ                   | Основні відомості                                                                  | Дата обрання | Дата звільнення |
| --------------------- | ---------------------------------------------------------------------------------- | ------------ | --------------- |
| Гирук Василь Іванович | Сільський голова, 1973 року народження, освіта, член Соціалістичної партії України | 26.03.2006   | 31.10.2010      |
| Гирук Василь Іванович | Сільський голова, 1973 року народження, освіта вища                                | 31.10.2010   |                 |

Примітка: таблиця складена за даними джерела

## Населення
Згідно з переписом УРСР 1989 року чисельність наявного населення села становила 745 осіб, з яких 320 чоловіків та 425 жінок.
За переписом населення України 2001 року в селі мешкали 633 особи.

### Мова
Розподіл населення за рідною мовою за даними перепису 2001 року:
| Мова       | Відсоток |
| ---------- | -------- |
| українська | 97,16 %  |
| молдовська | 1,26 %   |
| російська  | 1,26 %   |
| білоруська | 0,32 %   |